# Janez Klemenčič
Janez Klemenčič, né le 21 septembre 1971 à Bled, est un rameur slovène qui remporte une médaille de bronze aux Jeux olympiques accompagné de Milan Janša, Sašo Mirjanič et Sadik Mujkič lors des jeux olympiques d'été de 1992. 

## Palmarès
Jeux olympiques
- Médaille de bronze en Quatre sans barreur (avec Milan Janša, Sašo Mirjanič et Sadik Mujkič [1]) aux Jeux olympiques d'été de 1992 de Barcelone
- 4e place en Quatre sans barreur (avec Sadik Mujkič, Denis Žvegelj et Milan Janša)[1] Jeux olympiques d'été de 1996 à Atlanta
- 4e place en Quatre sans barreur (avec Rok Kolander, Matej Prelog et Milan Janša) aux Jeux olympiques d'été de 2000 à Sydney